# Proceratozaur
Proceratozaur (łac. Proceratosaurus) – rodzaj niewielkiego teropoda żyjącego w środkowej jurze na obecnych terenach Wielkiej Brytanii. Początkowo uznany został za przodka ceratozaura z powodu niewielkiego grzebienia znajdującego się z przodu pyska tego zwierzęcia, stąd też pochodzi nazwa Proceratosaurus, oznaczająca "przed ceratozaurem". Dzisiaj jednak uważa się go za celurozaura, najprawdopodobniej należącego do tyranozauroidów. Proceratosaurus był niewielkim i smukłym drapieżnikiem. Jego czaszka mierzyła 28–30 cm długości, co pozwala oszacować długość całego zwierzęcia na 2,98–3,16 m, a jego masę na 28–36 kg.

## Historia
Arthur Smith Woodward (1902) opisał szczątki proceratozaura jako należące do nowego gatunku megalozaura, który nazwał Megalosaurus bradleyi. Uznał go za megalozaura, a nie ceratozaura (drugiego „megalozauryda” wspomnianego w tej pracy) z powodu obecności czterech zębów kości przedszczękowej. Friedrich von Huene (1926) stwierdził, że M. bradleyi jest w rzeczywistości bliżej spokrewniony z ceratozaurem niż z megalozaurem i nadał mu nową nazwę rodzajową Proceratosaurus. Jako uzasadnienie swojej tezy wskazał na niewielki leżący w okolicach otworów nosowych grzebień. Równocześnie na podstawie kilku cech zębów wykazał, że nie jest to kolejny gatunek z rodzaju Ceratosaurus, lecz jego przodek. Huene tego samego roku zaliczył również ceratozaura i proceratozaura do rodziny Ceratosauridae, którą zaklasyfikował do celurozaurów. Obecnie Ceratosaurus jest jednak uważany za przedstawiciela grupy Ceratosauria, a nie Coelurosauria. Holtz (2000) wykazał, że proceratozaur jest bardziej bazalny niż ornitolest, choć w późniejszych pracach (Holtz, 2001, Holtz i inni, 2004) sklasyfikował je jako taksony siostrzane. Oliver Rauhut (2003) uznał proceratozaura za najbardziej bazalnego celurozaura, jednak Naish (w internecie, 2006) zauważył, że Rauhut w swojej niepublikowanej pracy uważa proceratozaura za bazalnego tyranozauroida. Według opublikowanej w 2010 roku analizy filogenetycznej przeprowadzonej przez Rauhuta, Angelę Milner i Scotta Moore'a-Faya Proceratosaurus jest bazalnym przedstawicielem tyranozauroidów – dla grupy obejmującej taksony bliżej spokrewnione z nim niż z tyranozaurem, allozaurem, kompsognatem, celurem, ornitomimem lub deinonychem autorzy ukuli nazwę Proceratosauridae. Taksonem siostrzanym proceratozaura i jedynym znanym oprócz niego przedstawicielem tej grupy jest Guanlong, również mający grzebień nosowy. Z kolei opublikowana w tym samym roku analiza filogenetyczna przeprowadzona przez Jonaha N. Choiniere'a, Jamesa M. Clarka, Catherine A. Forster i Xu Xinga nie potwierdziła jednoznacznie przynależności proceratozaura do Tyrannosauroidea. Z analizy tej wynika, że Proceratosaurus mógł być bazalnym tyranozauroidem, taksonem siostrzanym do rodziny Compsognathidae lub taksonem siostrzanym do kladu Ornithomimosauria; na drzewie konsensusowym wygenerowanym na podstawie 421 najbardziej oszczędnych drzew proceratozaur tworzy nierozwikłaną politomię z rodzajami Tanycolagreus, Xinjiangovenator, Coelurus, Ornitholestes i Zuolong oraz kladami Ornithomimosauria, Tyrannosauroidea, Compsognathidae i Maniraptora.

## Gatunki
Proceratosaurus bradleyi
Autor i rok wydania opisu: Huene, 1926 (wcześniej opisany jako Megalosaurus bradleyi przez Woodwarda w 1910)
Czas występowania: baton (środkowa jura)
Miejsce występowania: Great Oolite, hrabstwo Glouchestershire, Anglia
Materiał kopalny: niekompletna czaszka i żuchwa (BMNH R4860)